# رابرتو کتلون
رابرتو کتلون (انگلیسی: Roberto Kettlun؛ زادهٔ ۲۵ ژوئیهٔ ۱۹۸۱) بازیکن فوتبال متولد شیلی اهل فلسطین بود.
از باشگاه‌هایی که در آن بازی کرده است می‌توان به باشگاه فوتبال یونیورسیداد کاتولیکا و باشگاه ورزشی پالستینو اشاره کرد.
وی همچنین در تیم‌های ملی فوتبال زیر ۲۳ سال فلسطین و فلسطین بازی کرده است.